# Offenhausen (Autriche)
Pour les articles homonymes, voir Offenhausen.
Offenhausen est une commune autrichienne du district de Wels-Land en Haute-Autriche.